# Saint-Barthélemy (Landas)
 Saint-Barthélemy  (en occitano Sent Bertomiu) es una población y comuna francesa, situada en la región de Aquitania, departamento de Landas, en el distrito de Dax y cantón de Saint-Martin-de-Seignanx.

## Demografía
| 138 | 151 | 139 | 156 | 183 | 236 |
| Para los censos de 1962 a 1999 la población legal corresponde a la población sin duplicidades (Fuente: INSEE [Consultar]) |     |     |     |     |     |